# Friedrich Hölderlin
Johann Christian Friedrich Hölderlin (Lauffen am Neckar, 1770. március 20. – Tübingen, 1843. június 7.) német költő, a 18-19. század fordulójának egyetemesen is egyik legnagyobb lírikusa. Életművét – amely átmenet a romantika és a klasszicizmus irodalma között – a modern irodalmi tudat egyre jelentősebbnek ítéli.

## Élete
Egy württembergi kisvárosban, a Neckar folyó partjánál fekvő Lauffenban született, kispolgári család gyermekeként. Apja is, mostohaapja is korán meghalt. Édesanyja négy gyermekét veszítette el. A család gyászos komorsága nyomasztóan hatott Hölderlin kedélyvilágára is. Anyja papot szeretett volna nevelni belőle, hiszen ő is papleány volt.
A tübingeni egyetemen teológiát tanult, de mégsem a lelkészi hivatást választotta. Jobban érdekelte a filozófia és a költészet. Itt megismerkedett többek között Hegellel és Schellinggel, a kor kiváló filozófusaival. Együtt lelkesedtek Rousseau-ért és Kantért, a francia forradalom eszméiért.
Tanulmányai befejezése után házitanító volt, kezdetben a türingiai Waltershausenben, majd Jénában, 1796–1798-ban Frankfurt am Mainban egy Jakob Gontard nevű bankár négy gyermekénél. Itt szeretett bele élete egyetlen szerelmébe, a bankár fiatal, törékeny alkatú feleségébe, Susette Borkensteinbe, akit műveiben Diotimának nevez. Elragadtatott éveket töltöttek együtt a kölcsönös szerelem sugárzásában, amelyben egyébként nyoma sem volt a testi vonzalomnak: szerelmük mély, lelki kapcsolattá nemesült.
1799-ben lapkiadással próbálkozott; miután kísérlete kudarcba fulladt, ismét házitanítói állást vállalt, Svájcban, majd a franciaországi Bordeaux-ban. Elszakadása szerelmétől, magánya, sikertelensége, kortársai közönye egyre érzékenyebbé és sebezhetővé tették. 1802 júniusában tért haza kimerülten, ekkor halt meg rövid betegség után Susette. Ekkor jelentkeztek rajta a megbomlott lelki egyensúly első tünetei. A kórházi kezelések sem tudtak rajta segíteni. 1807-ben barátai súlyos elmebetegként egy tübingeni asztalosmester gyámságára bízták, aki élete végéig becsülettel gondozta.
Közel negyven évig élt itt, fennhangon deklamálva a Hüperion-t, közben hangosan beszélve, vitatkozva önmagával. Néha-néha verset is írt, ha ritka látogatói erre kérték, de ezeket már Scardanelli néven írta alá. Verseinek 1826-ban megjelent kötetét sem vette tudomásul, összes műveinek 1846-os kiadását sem érte már meg. 1843-ban meghalt.

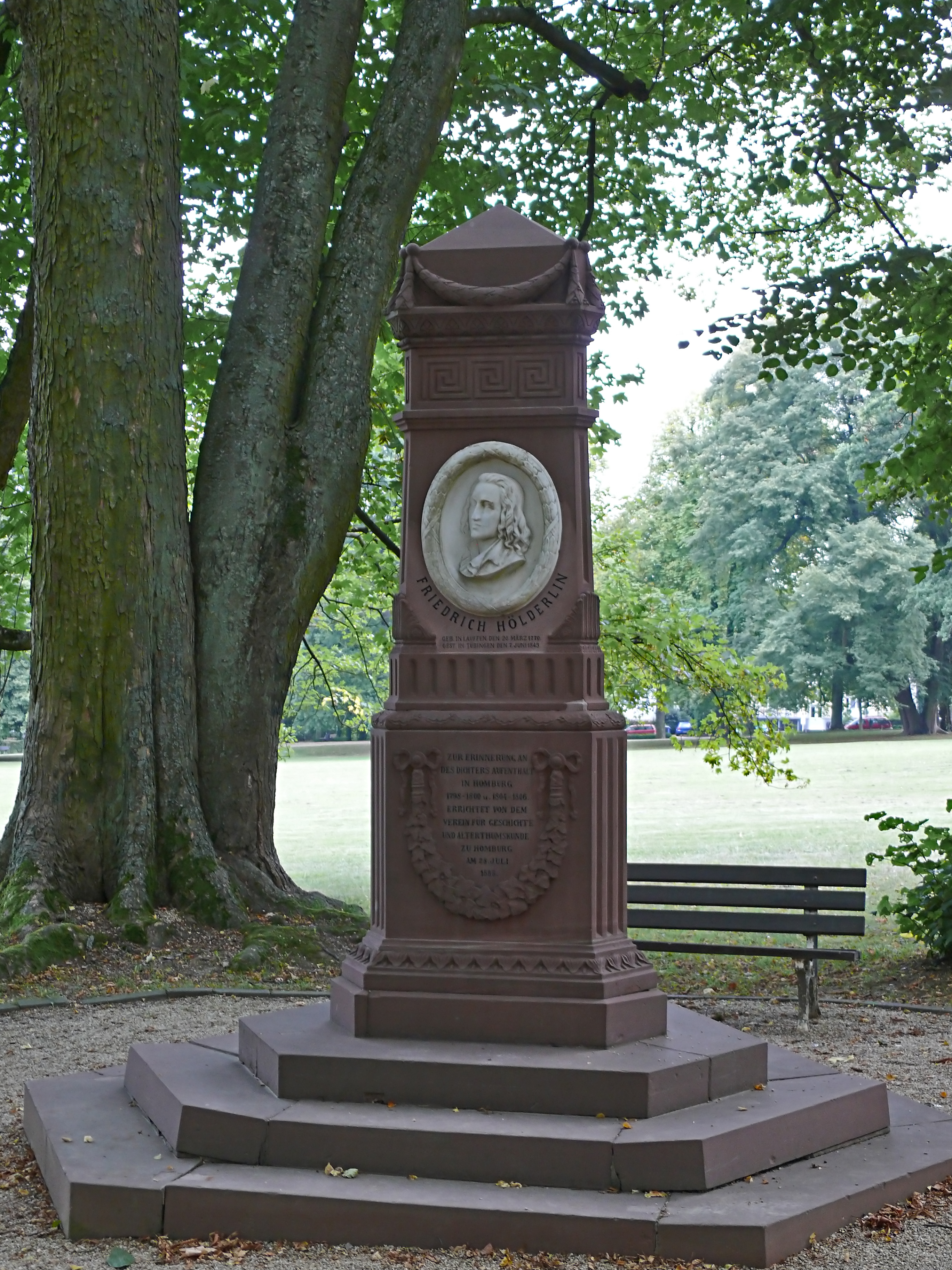
Hölderlin-emlékmű Bad Homburgban

## Költészete
Költészete a klasszika és a romantika határán foglal helyet, de közelebb járunk az igazsághoz, ha művészetében a klasszicizmus kiterjedését és lezárását látjuk. Kortársai számára ezért volt idegen: a német klasszika óriásai, Goethe és Schiller a nyugodt, harmonikus kiegyensúlyozottságot hiányolták; a német romantikus költők első nemzedékében (Novalis és társai) viszont antikvitás-eszménye miatt nem talált eszmetársra.
Hölderlin rajongott az antik görögökért, a görög tájakért, a csodás szigetekért (pedig sosem járt Görögországban). Saját kora világából a hajdani athéni demokrácia eszméihez, héroszaihoz, isteneihez menekült. Számára valóban léteztek Hellász istenei.
Verseinek formájára az alkaioszi, aszklépiadészi strófák, disztichonok jellemzőek, később egyre inkább az ógörög kardal-költészet (pl. Pindarosz) formáját követő szabad, kötetlen ritmusok.

## Művei
- Hyperion oder Der Eremit in Griechenland (1794) – (Hüperión) – regény
- Tod des Empedokles (1799) – (Empedoklész halála) – dráma
- Hälfte des Lebens (1805) – (Az élet felén) – vers

## Magyarul
- Empedokles az Aetnán és kisebb költemények; ford. Hajnal Gábor; Juracsek Ferenc Ny., Bp., 1939
- Novalis – Hörderlin válogatott költeményei; ford., bev. Rónay György; Franklin, Bp., 1943 (Kétnyelvű remekművek)
- Versek; Lukács György: Hölderlin. Tanulmány; ford. Hajnal Gábor; Budapest Irodalmi Intézet, Bp., 1948 (Új könyvtár)
- Hüperión; ford., jegyz. Szabó Ede, utószó Görgey Gábor; Európa, Bp., 1958 (Világirodalmi kiskönyvtár)
- Versek / Empedoklész / Hüperión / Levelek; ford., vál. Bernáth István, ford. Szabó Ede, Hajnal Gábor, utószó Sükösd Mihály; Magyar Helikon, Bp., 1961
- Friedrich Hölderlin versei; ford. Bernáth István et al., vál., szerk. Rónay György; Európa, Bp., 1980 (Lyra mundi)
- Versek / Hüperión vagy A görögországi remete; vál. Rónay György, ford. Bernáth István et al.; Európa, Bp., 1993
- Álmok álmodói. Friedrich Hölderlin (1770-1843) és Heinrich Heine (1797-1856) versei; ford. Bernáth István et al.; Interpopulart, Szentendre, 1994 (Populart füzetek)
- Beat Furrer: A vakok. Opera Maurice Maeterlinck A vakok, Platon Barlanghasonlat, Friedrich Hölderlin és Arthur Rimbaud szövegeire; ford. Jánosy István et al.; s.n., s.l., 1997
- Goethe, Hölderlin, Heine versei; vál., szerk. Lator László, ford. Áprily Lajos et al.; Sziget, Bp., 2005 (Sziget verseskönyvek)
- Empedoklész halála; ford. Báthori Csaba; Napkút, Bp., 2011